# Ulf Karlsson (trialförare)
Ulf Tage Karlsson, född 6 mars 1952 i Starrkärrs församling i Älvsborgs län, död 6 februari 2018 i Lerum, var en svensk trialförare. Han var en av Sveriges mest framgångsrika, med ett VM-guld och åtta SM-segrar.
Karlsson började med trial 1970 och blev världsmästare 1980. Han vann bara en deltävling VM-året men han tog guldet på sin jämnhet. Mellan åren 1978 till 80 körde han 48 VM-tävlingar i rad utan att bryta och han tog poäng i 47 av dessa.
Han blev svensk mästare åtta gånger 1976–83 och nordisk mästare tre gånger 1972, 1982 och 1983. 
Karlsson var halvproffs under sin karriär och jobbade fem av årets månader som målare. Han körde för Älvbygdens MK under alla år och efter avslutad karriär i trial provade han på enduro. Debuten i Novemberkåsan slutade med tredjeplats i b-klassen.
Han har hedrats med ett eget frimärke. Konstnären Leif Ahnlund tecknade frimärket som gavs ut 2003.